# Karl Christian Palmer
Karl Christian Palmer, auch Depalmer, de Palmer, (* 2. Mai 1759 in Delitzsch; † 17. Juli 1838 in Gießen) war ein deutscher evangelischer Theologe.

## Leben
Karl Christian war ein Sohn des Tischlers in Delitzsch Christian Depalmer, dessen Vorfahren Mitglieder im Senat von Hamburg gewesen waren und ursprünglich den Namen Palmener führten. Seine Mutter Johanna Katharina, stammte aus der Familie Gartmann (Hartmann). Nachdem er die Stadtschule seines Geburtsortes frequentiert hatte, besuchte er ab dem 4. März 1773 die kurfürstlich sächsische Landesschule in Pforta, welche damals unter der Leitung des Rektors Christian Gottfried Grabener stand. Diese Bildungseinrichtung hatte sich im Laufe seiner Entwicklung zu einer elitären Bildungsschmiede der sächsischen Führungskräfte entwickelt. Am 11. Mai 1778 verließ er diese Erziehungsanstalt und zog an die unweite Universität Leipzig, wo er sich am 13. Mai 1778 immatrikulierte, um ein Studium der Theologie zu absolvieren.
Seine anfänglichen Studien absolvierte er unter anderem bei Samuel Friedrich Nathanael Morus, Johann Gottfried Körner, Johann August Dathe und Johann Friedrich Burscher. So angeleitet erwarb er sich am 14. Februar 1782 den akademischen Grad eines Magisters der Philosophie und wurde im selben Jahr Nachmittagsprediger an der Leipziger Universitätskirche. Seinen nächsten Schritt machte er am 19. April 1784 mit dem Erwerb des akademischen Grades eines Baccalaurus der Theologie. Damit war er in die Lage versetzt, als Privatdozent in Leipzig theologische Vorlesungen abzuhalten. Im selben Jahr stieg er zum Frühprediger an der dortigen Universitätskirche auf und 1787 übertrug man ihm in Leipzig eine außerordentliche Professur der Philosophie.
1794 änderte sich sein Tätigkeitsumfeld, denn im selben Jahr erhielt er eine Berufung als ordentlicher Professor der Theologie an die Universität Gießen, womit eine Stelle als Rat und Frühprediger an der dortigen Stadtkirche verbunden war. 1803 wurde er dritter Superintendent in Gießen und damit verbunden Kirchen- und Schulrat. Am 30. Mai 1806 wurde er zum Doktor der Theologie an der Universität Altdorf promoviert und stieg am 21. Juni 1806 zum zweiten Superintendenten in Gießen auf. Am 17. August 1826 übernahm er die Stelle des Oberpfarrers und ersten Superintendenten in Gießen, welche Aufgabe er bis zum 30. August 1832 ausfüllte. Am 5. Februar 1833 wurde er zum geheimen Kirchenrat und am 22. August 1837 zum geistlicher Geheimrat ernannt. Nachdem er in den Jahren 1801/02, 1809/10, 1823/24, 1831/32 als Rektor der Universität Gießen fungiert hatte, wurde er am 1. Juli 1836 aus seiner Professur emeritiert.

## Familie
Palmer hatte sich am 11. September 1794 in Gießen mit Justine Sophie Johanette Bechtold, der Tochter des Professors und Superintendenten Johann Georg Bechtold verheiratet. Aus der Ehe sind zwei Söhne bekannt. Von diesen kennt man:
1. Sohn Heinrich Julius Ernst Palmer (* 28. Juni 1803 in Gießen; † 3. März 1862 in Darmstadt), Pädagogium Gießen, 1819 Uni. Gießen, 1822 Kandidat des Predigtamts, 1822 Uni. Halle-Wittenberg, 1827 Hauslehrer Darmstadt, 1828 Lehrer Gym. Darmstadt, 25. November 1828 Dr. phil. Uni. Gießen, 7. Mai 1843 Lic. theol. h.c. ebd.,[5] ⚭ 1. Oktober 1829 in Darmstadt mit Amalie Lindt (* 23. April 1811 in Darmstadt; † 10. August 1886 ebenda)[6]
2. Sohn Johann Julius Palmer (* 6. November 1806 in Gießen) Gym. Gießen, Uni. ebenda, 1830 Examen ebd., 1831 Rektor Alsfeld, 1835 Pfarrer Queck, Hofprediger Gießen, 1837 Pfarrvikar Eschenrod, 1838 Pfarr- und Schulverweser Wilsbach, 1841 bis 1843 Pfarrer Watzenborn

## Werke (Auswahl)
- Gedanken beim frühen Absterben Johann Gottfried Zeibigs. Leipzig, 1783,
- Diss. de praeceptis quibusdam rhetoricis e psychologia derivandis. Leipzig, 1784
- Commentatio de duabus orationis sacrae virtutibus. Leipzig, 1785
- Programma de nexu inter theologiam moralem et publicam religionis institutionem. Leipzig, 1787
- Entwurf einer praktischen Dogmatik. Leipzig, 1792,
- Abschiedspredigt. Leipzig, 1794
- Progr. academica de religione institutio cum populari ita conjungi potest, ut utraque inde proficiat. Gießen, 1794
- Betrachtungen am Tage der Konfirmation. Gießen, 1806
- Paulus und Gamaliel, ein Beitrag zur ältesten Kirchengeschichte. Gießen 1806
- Rede am Einweihungstage der neu erbauten Kirche in Köddingen. Lauterbach, 1810
- Neue theologische Zeitschrift. Gießen, 1813, 2. Bde.
- Predigten am dritten Reformations-Jubelfest. Gießen, 1817
- Ueber die Todenfeier nach protestantischen Grundsätzen. 1817
- Predigten über die Sonn- und Festtags-Evangelien des ganzen Jahres zu eigener Erbauung und zum Vorlesen in den Kirchen. Frankfurt am Main, 1817